# 宮崎県を舞台とした作品一覧
宮崎県を舞台とした作品一覧（みやざきけんをぶたいとしたさくひんいちらん）では、宮崎県内をモチーフあるいはロケーション撮影地にした小説、映画、テレビドラマ等を記述する。

## 小説
- アリバイ特急+-の交叉（深谷忠記）
- 神様の御用人5（浅場なつ）
- 神はサイコロを振らない（大石英司）
- 奇跡の人（真保裕一）
- 鬼面の研究（栗本薫）
- 下り特急「富士」殺人事件（西村京太郎）
- この君なければ（葉室麟）
- 西郷札 (松本清張)
- 死都日本
- 島津家久と島津豊久（山元泰生）
- しゃぼん玉（乃南アサ）
- 新風記（吉川永青）
- 神話列車殺人事件（西村京太郎）
- 蒼天の王土（篠原悠希）
- 高千穂伝説殺人事件（内田康夫）
- 高千穂秘境推理旅行（斎藤栄）
- 男女の友情は成立する?（いや、しないっ!!）（七菜なな）
- 特急にちりんの殺意（西村京太郎）
- 日南海岸殺人事件（木谷恭介）
- ハルカ　炎天の邪馬台国（桝田省治）
- ハルカ 天空の邪馬台国（桝田省治）
- 坊っちゃん（夏目漱石）
- 水霊ミズチ（田中啓文）
- 南九州殺人迷路（西村京太郎）
- 都城発寝台特急「彗星」25分発の殺意（峰隆一郎）
- 宮崎竜宮伝説の殺人（大谷羊太郎）
- 宮崎旅行殺人（山村美紗）
- 無鹿（遠藤周作）
- ゆっくり歩け 空を見よ（東国原英夫）

### その他文芸（古典・紀行）
- 古事記
- 時刻表2万キロ
- 大変結構、結構大変。ハラダ九州温泉三昧の旅
- 日本書紀
- 日本百名山
- 花の百名山
- みやざき車窓紀行

## 映画
- あさひるばん
- 石井のおとうさんありがとう
- 美しい夏キリシマ[1]
- 打てばかげろう
- 男はつらいよ 寅次郎の青春
- かくかくしかじか
- 寒川 (西都市)
- 三十九枚の年賀状
- ジェットF104脱出せよ
- しゃぼん玉 (映画)
- 瀬戸内ムーンライト・セレナーデ
- 007は二度死ぬ
- 空と海のあいだ
- ひまわりと子犬の7日間
- ベイビーわるきゅーれ ナイスデイズ[2]
- 棒たおし!
- すずめの戸締まり

## テレビドラマ
- キイハンター
- 危険なアネキ
- 京都殺人案内22
- 西郷札 (松本清張)
- 西部警察 SPECIAL
- 税務調査官・窓際太郎の事件簿17
- たまゆら (テレビドラマ)
- 探偵左文字進8
- 裸の大将放浪記 『裸の大将〜宮崎の鬼が笑うので〜』
- ひなたの佐和ちゃん、波に乗る!
- ひまわりっ〜宮崎レジェンド〜
- 宮崎のふたり[3]
- 女神の恋
- わかば (テレビドラマ)
- 渡り番頭・鏡善太郎の推理 第3作「神々の里・高千穂 燃える夜神楽殺人事件」（2005年）

### 特撮
- ウルトラマンタロウ
  - 第12話「怪獣一人旅」
  - 第13話「怪獣の虫歯が痛い！」

### 海外ドラマ
- ウェディング 韓国

## ドキュメンタリー
- 花王ファミリースペシャル ミスター天気予報本日快晴!2 宮崎編
- 痛快!ビッグダディ

## 漫画
- うしおととら
- かくかくしかじか
- カグツチ
- GO AHEAD
- 青春山脈（梶原一騎、かざま鋭二）
- 釣りバカ日誌
- ひまわりっ 〜健一レジェンド〜
- 【推しの子】

## テレビアニメ
- うしおととら
- 釣りバカ日誌
- 【推しの子】
- 男女の友情は成立する?（いや、しないっ!!）

## OVA
- うしおととら

## 音楽
- フェニックス・ハネムーン